# 7th Trigger
「7th Trigger」（セブンス・トリガー）は、UVERworldの21枚目のシングル。 2012年3月28日にgr8!recordsから発売された。

## 概要
前作「BABY BORN & GO/KINJITO」からおよそ4か月ぶりとなるシングル。初回生産限定盤・通常盤の2形態でのリリース。初回生産限定盤にはライブ映像と特典映像が収録されたDVDが付属する。
収録曲全てにPVが制作された。「7th Trigger」および「AWAYOKUBA-斬る」は、19thシングル「CORE PRIDE」と同じく神奈川県川崎市宮前区にあるAvaco Studio（さぎ沼スタジオ）で撮影されたが、衣装やセットが異なっている。「バーベル〜皇帝の新しい服ver.〜」は全編にわたり、彼らのPVでは初の試みとなる影絵を導入し、「裸の王様」をモチーフとしたストーリーが描かれた。影絵を担当したのは富山県を中心に活動するJack Lee Randall（ジャック・リー・ランダル）。彼にとっても、今回の試みは初となった。
ジャケットやアーティスト写真は、2月に千葉県の幕張にて撮影された。ヘリポートでの撮影だったが、これはTAKUYA∞のアイデアをもとに、「崖っぷち」を表現したとのこと。周囲からUVERworldが安定期に入ったと認識されていることに対し、まだまだ崖っぷちでやっているつもりで、「外せないシングルは一枚も出せない」という意思表明でもある。
前作に続いてノンタイアップであり、初動はわずかに前作を下回った。累計売上は、UVERworldのノンタイアップシングルとして最高の売上を誇る作品である。
キャッチコピーは、｢たとえ、それが一瞬だったとしてもいい。ならば、その一瞬の永遠へ。｣

## 収録内容
| 全作詞: TAKUYA∞、全編曲: UVERworld & 平出悟。 |                                    |           |              |      |
| #                                             | タイトル                           | 作詞      | 作曲         | 時間 |
| 1.                                            | 「7th Trigger」                    | TAKUYA∞   | TAKUYA∞      | 4:26 |
| 2.                                            | 「バーベル〜皇帝の新しい服ver.〜」 | TAKUYA∞   | TAKUYA∞      | 3:21 |
| 3.                                            | 「AWAYOKUBA-斬る」                 | TAKUYA∞   | 彰 / TAKUYA∞ | 4:35 |
| 合計時間:                                     | 合計時間:                          | 合計時間: | 12:03        |      |

| #  | タイトル                                       | 作詞 | 作曲・編曲 |
| -- | ---------------------------------------------- | ---- | ---------- |
| 1. | 「いつか必ず死ぬことを忘れるな (Zepp Sendai)」 |      |            |
| 2. | 「勝者臆病者 (Zepp Tokyo)」                    |      |            |
| 3. | 「Special Movie」                              |      |            |

## 楽曲解説
1. 7th Trigger
仮タイトルは「7to7」。2012年に入り制作された楽曲。一度完成し、発売日まで決定していたが、メンバーの意向により再度アレンジを施して予定を約1ヵ月遅らせ発売に至った。タイトルの「7th」には、リボルバーには6発の銃弾が込められるが、その後に込める銃弾は何か、といったメッセージも含まれる。
2. バーベル〜皇帝の新しい服ver.〜
20枚目のシングルに収録される旨を、ブログにてTAKUYA∞が明言していた楽曲。しかし、TAKUYA∞がそれを失念していたため、本作のカップリングとして「皇帝の新しい服ver.」へブラッシュアップし収録した形となる。17thシングル「NO.1」のカップリング「超大作＋81」の劇中曲のリメイクである。
ブログ上でのファンとのやりとりから生まれた曲である[3]。
3. AWAYOKUBA-斬る
20thシングル収録の「BABY BORN & GO」「KINJITO」と同時期に制作されている。楽曲の中で存在感を放つピアノだけでなく、SEIKAのサックスやストリングスなど、バンドアンサンブル以外のサウンドも数多く導入されている。曲中での叫び声は、真太郎によるもの（2013年ごろから2015年の秋ごろのライブでは、TAKUYA∞が担ったこともある）。

## 収録アルバム
1. 7th Trigger
  - 7thスタジオ・アルバム『THE ONE』
  - 2ndベスト・アルバム『ALL TIME BEST -MEMBER BEST-』
2. バーベル〜皇帝の新しい服ver.〜
  - 7thスタジオ・アルバム『THE ONE』にアルバムバージョンとして「バーベル〜皇帝の新しい服 album ver.〜」を収録。
3. AWAYOKUBA-斬る
  - 7thスタジオ・アルバム『THE ONE』にアルバムバージョンとして「AWAYOKUBA-斬る (LIVE intro ver.)」を収録。
  - 2ndベスト・アルバム『ALL TIME BEST -FAN BEST-』